# Save the 下北沢
Save the 下北沢（セーブ・ザ・しもきたざわ）は、東京都世田谷区の下北沢駅周辺における都市計画道路を含む再開発の見直しを求め、“歩いて楽しめる街”として下北沢の環境保全を掲げて活動していた団体である。

## 概要
2003年11月に活動を開始し、公式サイト開設、マスコミ出演、ビラまきなどを行い、署名や、寄付を募ったり、物品販売をしたりしている。代表は歯科医師・日本バックギャモン協会代表の下平憲治。地域の内外から集まった市民や、彼らを主な客層とする商店等によって支えられていた。
運動に賛同するアーティスト（黒田征太郎、浦沢直樹、リリー・フランキー、曽我部恵一ら）が、作品等の販売の傍ら、同運動のメッセージを載せたTシャツのデザインなどに協力した。
さらに、下北沢商業者協議会、東京都市計画都市高速鉄道事業第9号線事業認可取消等を訴える「まもれシモキタ！行政訴訟の会」などと連帯し、下記の主張を掲げた。

## 主張
- 補助54号線計画（環状7号線 - 補助26号線間）の中止
- 上記に伴う区画街路10号線の見直し
- 既存市街の大規模な破壊を伴わない修復型のまちづくりへの転換

## 背景
下北沢は狭い道路などが多いため、以前から防災上の不安が指摘されてきた。また利用者数に比べ駅前空間が狭いため、他の交通手段との乗り換えに利便性や安全性の問題があった。「2003年2月に、東京都と世田谷区は、都市計画道路補助54号線と「駅前広場」を含む区画街路10号線の都市計画決定を行ない、具体的な工事等が始まろうとしている。もしこれらの道路が計画通りに建設されたならば、駅北側の既存市街が大きく踏みつぶされるだけではなく、“歩いて楽しめる街”として全国でも有数のにぎわいを誇り、音楽や演劇等、若者文化の地としても名高い下北沢の魅力は取り返しのつかないダメージを受けることになる」と団体側は主張した。
石原慎太郎都知事に何度も「大規模再開発の見直し」を求める意見書・要望書を出したものの、計画が見直されることはなかった。そのため、『浅野さんが都知事になれば、シモキタの計画の見直しが行なわれる可能性が出てくる』として、改革派・市民派の知事と知られていた 浅野史郎元宮城県知事を都知事選に出馬依頼する「浅野史郎さんのハートに火をつける会」発足につながった経緯がある。

## その後
2011年に保坂展人が世田谷区長に当選すると、区は住民との対話をおこなって再開発を進める方針に転換した。小田急線が地下化された後の2014年から、住民の意見を聞く「北沢デザイン会議」が始まり、区・小田急電鉄・住民による話し合いは200回以上に及んだという。これらの協議の末に「下北線路街」が整備され、2022年5月に全面開業した。この間、2016年3月に都市計画の事業認可取り消しを求めていた行政訴訟が、区の方針転換に伴って和解に至っている。「下北線路街」完成を伝える新聞では共同代表だった下平（「務めた」と過去形になっている）が「私たちが声を上げなかったら、通り一遍な施設になっただろう」というコメントを述べている。一方で、道路計画自体は撤回されておらず、下北沢商業者協議会代表を務めた人物は「爆弾は抱えたままだ」とも話している。
インターネットアーカイブから「Save the 下北沢」のウェブサイトが閲覧可能な形で確認できるのは2013年5月が最後で（下記外部リンク参照）、以後2013年9月18日付で「準備中」の告知のみとなり、2019年以前にリンク消滅している。